# Birken-Pappel
Die Birken-Pappel oder Simons Pappel (Populus simonii) ist ein mittelgroßer Laubbaum aus der Gattung der Pappeln in der Familie der Weidengewächse. Ihr natürliches Verbreitungsgebiet liegt im Norden von China und in der Mongolei.

## Beschreibung
Die Birken-Pappel ist ein bis zu 20 Meter hoher Baum mit schmaler Krone und einem Brusthöhendurchmesser von bis zu 50 Zentimeter. Die Stammborke junger Bäume ist gräulich grün und wird später dunkelgrau und gefurcht. Die Zweige sind kahl, rötlich braun, dünn und stielrund; stärkere Triebe sind häufig auch kantig. Die Knospen sind braun, länglich, spitz und klebrig. Die Blätter haben einen 1 bis 2 Zentimeter langen Stiel. Die Blattspreiten sind rhombisch-elliptisch bis verkehrt eiförmig, 3 bis 12 Zentimeter lang und 2 bis 8 Zentimeter breit, kurz zugespitzt mit abgerundeter bis keilförmiger Basis und gesägtem Blattrand. Die Blattoberseite ist dunkelgrün und kahl, die Unterseite hellgrün bis weißlich und ebenfalls unbehaart. Die Blätter treiben früh im Jahr aus. Die Blüten sind wie bei allen Pappeln zweihäusig verteilt. Die männlichen Blüten haben 8 Staubblätter und sind in 2 bis 3 Zentimeter langen Kätzchen angeordnet. Die weiblichen Kätzchen sind schlank und werden 2,5 bis 6 Zentimeter, bei Fruchtreife bis 15 Zentimeter lang. Die Kapselfrüchte sind klein, kahl oder behaart. 
Die Art blüht von März bis Mai, die Früchte reifen von April bis Juni. 
Die Chromosomenzahl beträgt {\displaystyle 2n=38}.

## Verbreitung und Standort
Das natürliche Verbreitungsgebiet liegt in der gemäßigten Zone von Asien in der Mongolei und im Norden von China in den Provinzen Hebei, Heilongjiang, Jiangsu, Jilin, Liaoning, Nei Monggol, Qinghai, Shaanxi, Shanxi, Sichuan, Yunnan und Zhejiang. Dort wächst sie in Auen und Uferwäldern von Seehöhe bis in 3000 Metern auf mäßig trockenen bis frischen, schwach sauren bis stark alkalischen, nährstoffreichen, sandigen, lehmigen oder kiesigen Böden an sonnigen Standorten. Die Art ist wärmeliebend und meist frosthart.

## Systematik
Die Birken-Pappel (Populus simonii) ist eine Art aus der Gattung der Pappeln (Populus) in der Familie der Weidengewächse (Salicaceae). Sie wurde vom französischen Botaniker Élie-Abel Carrière 1867 erstbeschrieben.

## Verwendung
Das Holz der Birken-Pappel wird häufig genutzt. Die Art gilt auch als Bienennährpflanze.

## Nachweise